# Die Antwoord
Die Antwoord (afrikaans för 'Svaret') är en hiphop-/electro-grupp från Kapstaden i Sydafrika. Gruppen består av de tre medlemmarna "Ninja" (sång), "Yo-Landi Vi$$er" (sång) och "god" (tidigare "DJ Hi-Tek"). Bandet säger själva att deras musikstil är en blandning av flera olika kulturer, och har fått stor uppmärksamhet på grund av sina provocerande texter, som framförs på en blandning av engelska och afrikaans.
Gruppen har släppt fyra fullängdsalbum: $O$ (2010), Ten$sion (2012), Donker Mag (2014) och Mount Ninji and Da Nice Time Kid (2016). I september 2017 släpper bandet sitt femte och sista album The Book of Zef.
Både Ninja och Yo-Landi Vi$$er spelar viktiga roller i science fiction-filmen Chappie från 2015 där även deras musik förekommer bland annat under sluttexterna.